# Baba Vanga
Vangeliya Pandeva Gushterova, dite Baba Vanga (« grand-mère Vanga »), est une voyante bulgare, née le 31 janvier 1911 (ou le 3 octobre de la même année selon d’autres sources) à Strumica (à l'époque dans l'Empire ottoman, aujourd'hui en Macédoine du Nord) et morte le 11 août 1996 à Pétritch (Bulgarie).

## Biographie

### Origines et vie privée
Son premier prénom est Vangeliya (d'où le diminutif « Vanga »), qui a une racine grecque (« euaggelion », qui signifie « évangile » et se traduit par « porteuse de la bonne nouvelle »). Son deuxième prénom est Pandeva et son nom de jeune fille Surcheva.
Baba Vanga devient aveugle à l'âge de douze ans, à la suite d'une tempête lui remplissant les yeux de sable.

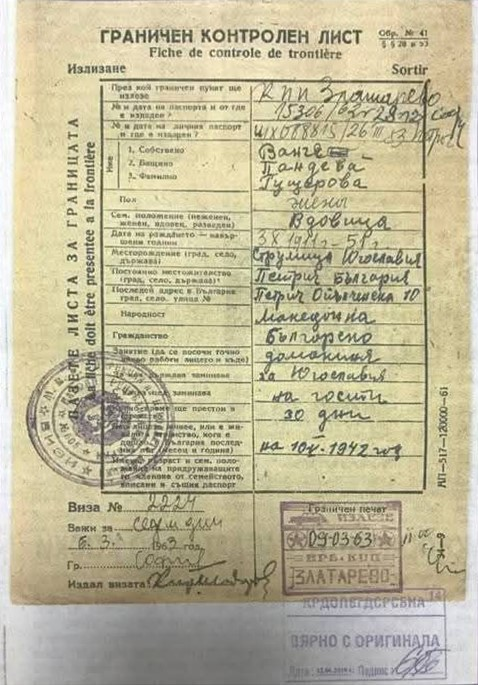
Fiche de contrôle aux frontières de Baba Vanga datant de 1963, indiquant qu'elle est d'origine ethnique macédonienne.

Elle se marie le 10 mai 1942 à Dimitar Gushterov, un soldat bulgare originaire des environs de Pétritch, ville où ils s'établissent et où elle deviendra célèbre.

### Activités de voyance
Après la Seconde Guerre mondiale, des hommes politiques bulgares et dirigeants de républiques soviétiques, dont le secrétaire général du Parti communiste de l'Union soviétique, Léonid Brejnev, lui demandent conseil. En 1995, elle reçoit le guérisseur Grigori Grabovoi mais le chasse, non satisfaite après lui avoir imposé un test. 
En 1966, à la suite de l’accroissement de sa popularité et du nombre important de personnes souhaitant la voir, le gouvernement bulgare met Vanga sur la liste de paie de l'État. Il lui est affecté une équipe avec deux secrétaires pour interroger les patients potentiels. Par ailleurs, les Instituts de suggestologie et de parapsychologie de Sofia et Pétritch réalisent des études sur les capacités psychiques de Vanga.

### Prophéties
Baba Vanga devient une « icône » dans les pays de l'ex-bloc communiste (mais reste peu connue dans les pays occidentaux) pour avoir entre autres « prédit » l'élection d'un président afro-américain dans un futur indéterminé. Elle aurait par ailleurs donné la date de décès de Staline, annoncé le démantèlement de l'URSS, les attentats du 11 septembre 2001 et la « présence d'extraterrestres parmi les êtres humains ». Le fait qu'elle ait réellement fait ces prédictions est néanmoins contesté.

### Mort et hommages
Dans les années 1990, une église est construite à Rupite par Bogdan Tomalevski avec l'argent laissé par ses visiteurs. Vanga meurt le 11 août 1996, des suites d'un cancer du sein. Ses funérailles attirent de grandes foules, dont de nombreux dignitaires.
Conformément aux dernières volontés et au testament de Vanga, sa maison de Pétritch, restée verrouillée depuis sa mort et dans l'exact état où elle l'avait laissée, devient un musée qui ouvre ses portes aux visiteurs le 5 mai 2008.